# همه‌پرسی استقلال ارمنستان (۱۹۹۱)
همه‌پرسی استقلال ارمنستان (انگلیسی: Armenian independence referendum) در تاریخ ۲۱ سپتامبر ۱۹۹۱ در جمهوری سوسیالیستی ارمنستان شوروی برگزار شد و برای تعیین اینکه رای‌دهندگان موافق استقلال از اتحاد جماهیر سوسیالیستی شوروی هستند یا نه. و ۹۹٫۵٪ رای‌دهندگان موافق استقلال بوندد..

## نتایج
منبع: Direct Democracy